# Ismail Elfath
Ismail Elfath, né le 3 mars 1982 à Casablanca au Maroc, est un arbitre international américain de soccer. Il est arbitre international FIFA depuis 2016,.

## Biographie

### Vie privée
Né au Maroc, Ismail Elfath obtient à 18 ans sa carte de résident permanent aux États-Unis dans le cadre de la loterie pour la diversité d'immigration. Il a déménagé à Austin en 2001. Puis, il a obtenu son diplôme en génie mécanique à l'université du Texas à Austin en 2006.

### Carrière d'arbitre
Il officie en USL-1 pour la première fois le 17 mai 2009 en arbitrant le match Impact de Montréal - Aztex d'Austin. Il devient arbitre de Major League Soccer à partir de 2012,. Le 19 mai 2012, il officie son premier match de Major League Soccer, opposant l'Impact de Montréal aux Red Bulls de New York,. Le 7 septembre 2013, il arbitre sa première finale, celle de la USL Pro entre Orlando City SC et les Eagles de Charlotte,.
Le 12 août 2016, il est devenu le premier arbitre à diriger une rencontre avec l'assistance vidéo (VAR), lors du match entre les réserves des Red Bulls de New York et du Orlando City SC,. Le système est testé deux fois au cours du match. Il dirige son premier match international le 21 janvier 2017, lors d'un match amical entre les Bermudes et le Canada.
Sélectionné pour la Coupe du monde des moins de 20 ans 2019,. Arbitre principal de la finale du Mondial junior entre l'Ukraine et la Corée du Sud,. Il devient le deuxième arbitre américain à arbitrer la finale de cette compétition, après Mark Geiger en 2011. Sélectionné pour la Gold Cup 2019. En décembre 2019, il est l’arbitre principal de la demi-finale de la Coupe du monde des clubs entre Flamengo et Al-Hilal,,.
Il fait partie des arbitres officiant à la Gold Cup 2021. Sélectionné pour le tournoi olympique de football,, il arbitre trois matchs, dont un quart de finale.
Le 19 mai 2022, il est sélectionné pour être un des trente-six arbitres de la Coupe du monde de football 2022,. Il est le huitième américain à être choisi pour arbitrer une rencontre de Coupe du monde,. Il arbitre trois matchs, dont un huitièmes de finale. Il devient le deuxième américain à avoir arbitré trois rencontres de cette compétition, après Mark Geiger en 2014 et 2018. Il est retenu par la FIFA comme quatrième arbitre pour la finale de cette compétition,.
Le 2 novembre 2022, il est désigné par la Major League Soccer pour abriter la finale de la Coupe MLS. Il a également arbitré la finale du tournoi MLS is Back,. Nommé deux fois meilleur arbitre de l'année de Major League Soccer (en),.

## Désignations majeures
Ismail Elfath a participé comme arbitre dans les compétitions suivantes :
- Coupe du monde de football des moins de 20 ans 2019 (dont la finale)
- Gold Cup 2019
- Gold Cup 2021
- Jeux olympiques d'été 2020
- Coupe du monde de football 2022

## Distinctions personnelles
- Lauréat du Lifetime Achievement Award d'Austin Soccer Foundation en 2019[38].
- Nommé meilleur arbitre de l'année (en) de Major League Soccer en 2020 et 2022.